# Саар на Олімпійських іграх
Протекторат Саар існував з 1947 по 1956 роки. Національний олімпійський комітет Саара був створений улітку 1950 року. Після возз'єднання Саара з ФРН, Національний олімпійський комітет Саара саморозпустився у лютому 1957 року.
Спортсмени Саара взяли участь в одних літніх Олімпійських іграх, на яких країну представляли 31 чоловік і 5 жінок, що брали участь у змаганнях з академічного веслування, боксу, греко-римської боротьби, спортивної гімнастики, веслування на байдарках і каное, легкої атлетики, плавання, стрільби і фехтування. Олімпійських медалей спортсмени Саара не завойовували.

## Зимові Олімпійські ігри 1952
У зв'язку з відсутністю підготовлених спортсменів у зимових видах спорту, Саар не брав участі у Зимових Олімпійських іграх 1952 року, хоча і отримав формальне запрошення в Осло.

## Літні Олімпійські ігри 1952
Збірна Саара не завоювала жодної медалі, і в загальному командному заліку опинилася на 44-му місці з 69 країн.

## Літні Олімпійські ігри 1956
На референдумі 23 жовтня 1955 67,7 % від тих, хто проголосував (з 96,5 % населення) висловилися за возз'єднання Саара з ФРН. Тому, попри формальну можливість окремого виступу, спортсмени Саара на літніх Олімпійських іграх 1956 року виступали у складі Об'єднаної німецької команди. На цих іграх Тереза Ценц завоювала срібну медаль у веслуванні на каное на дистанції 500 м.

## Кількість учасників на літніх Олімпійських іграх
| Вид спорту                      | 1952  | Всього |
| ------------------------------- | ----- | ------ |
| Академічне веслування           | 7     | 7      |
| Бокс                            | 3     | 3      |
| Греко-римська боротьба          | 3     | 3      |
| Спортивна гімнастика            | 6     | 6      |
| Веслування на байдарках і каное | 3(1)  | 3(1)   |
| Легка атлетика                  | 6(4)  | 6(4)   |
| Плавання                        | 1     | 1      |
| Стрільба                        | 2     | 2      |
| Фехтування                      | 5     | 5      |
| Всього спортсменів              | 36(5) | 36(5)  |

- У дужках наведено кількість жінок у складі збірної